# 쿠바비시온 인테르나시오날
쿠바비시온 인테르나시오날(스페인어: Cubavisión Internacional)는 쿠바의 국제 방송 채널이다.
중국 본토의 외국 관련 아파트, 호텔 및 기타 외국 관련 기관은 APSTAR-6 위성의 통합 해외 채널 플랫폼을 통해 채널을 수신할 수 있습니다.